# Lamerica
Lamerica – włosko-francusko-austriacko-szwajcarski dramat filmowy z 1994 roku w reżyserii Gianniego Amelio.

## Fabuła
Dwaj Włosi, Gino i Fiore, przyjeżdżają do Albanii tuż po upadku komunizmu. Są przekonani, że uda im się zakupić za bezcen bankrutującą fabrykę obuwia i dzięki temu będą wyłudzać pieniądze od naiwnych. Przekonanie o tym, że uda im się osiągnąć sukces graniczy z pewnością, kiedy spotykają Spiro Tozaja (dawniej Michele Tallarico), starego włoskiego weterana II wojny światowej, który właśnie wyszedł z więzienia. Stary więzień pozbawiony środków do życia chętnie przystaje na współpracę z oszustami, ale wkrótce znika w tajemniczych okolicznościach.
Gino zamierza go odnaleźć, podróżując przez Albanię, ale wtedy uświadamia sobie, jak niebezpieczny jest to kraj, może też z bliska przyjrzeć się albańskiej nędzy. Wkrótce traci samochód, ukradziony przez nieznanych sprawców, dokumenty i część ubrania. Spotyka ponownie Spiro i razem z nim, a także grupą Albańczyków chce uciec do Włoch. Drogę do Włoch odbywają najpierw ciężarówką, a potem na pokładzie łodzi. Pod wpływem Spiro, Gino zaczyna odkrywać w sobie inną tożsamość.

## Obsada
- Enrico Lo Verso jako Gino
- Michele Placido jako Fiore
- Piro Milkani jako Selim
- Carmelo di Mazzarelli jako Spiro Tozaj (Michele Tallarico)
- Elida Janushi jako kuzynka Selima
- Sefer Pema jako dyrektor więzienia
- Marieta Ljarja jako kierowniczka w fabryce
- Elina Ndreu jako piosenkarka w nocnym klubie
- Ilir Ara jako strażnik w sierocińcu
- Liliana Subashi jako lekarka w szpitalu
- Artan Marina jako Ismail
- Fatmir Gjyla jako właściciel knajpy
- Vasjan Lami jako policjant
- Nikolin Elezi jako umierający mężczyzna
- Elona Hoti jako tańcząca dziewczynka
- Idajet Sejdia jako dr Kruja
- Besim Kurti jako śledczy
- Esmeralda Ara jako nauczycielka włoskiego
- Dritan Alia
- Elinor Cekliqi
- Shkelqim Daja
- Ferit Nutaj
- Klodian Rakaj
- Julian Sands
- Marian Tifozi
- Saimir Tila
- Nuredin Ujkaj

## Produkcja
Zdjęcia kręcono w Albanii (Tirana, Durrës, Szkodra, Baqël, Milot, Shijak, Mbisuka).

## Nagrody
- 1994: Europejska Nagroda Filmowa - dla najlepszego filmu
- 1994: Międzynarodowy Festiwal Filmowy w Wenecji - cztery nagrody, w tym za reżyserię
- 1995: Międzynarodowy festiwal w São Paulo - nagroda krytyków
- 1995: Nagroda Stowarzyszenia Włoskich Dziennikarzy Filmowy - Srebrna Wstęga
- 1995: Nagroda Goi dla najlepszego filmu europejskiego
- 1995: Nagroda Golden Sacher za najlepsze zdjęcia
- 1996: Nagroda Stowarzyszenia Krytyków Filmowych w Chicago - najlepszy film nieanglojęzyczny

W 1994 film został zgłoszony do nagrody Amerykańskiej Akademii Filmowej w kategorii najlepszy film anglojęzyczny, ale nie uzyskał nominacji.